# Hønsefødder og gulerødder
Hønsefødder og gulerødder er en gammel folkemelodi. Den beskrives ofte som en børnesang.
Komponisten og tekstforfatteren er ukendt, og teksten lyder i sin helhed:
Hønsefødder og gulerødder og halsen af en svane!

Den som kysser pigerne, han har en hæslig vane!

Jeg er født i Engeland og du er født i Skåne

vil du være min lille mand, så vil jeg være din kone. 
Der kendes også en skånsk version af teksten hvor der er ændret på visse dele af teksten:
Hönsafötter, gulerötter, mager som en trana!

Den som kysser töserna, han har en festlig vana!

Du är född i Köpenhamn, och jag är född i Skåne;

Får jag va' din lille man, så får du va' min kone!
Teksten har parvis enderim (svane/vane) med rimskemaet AABB, som dog i moderne dansk udtale ikke passer godt for det sidste par (Skåne/kone). 
Der er også et par indrim: hønsefødder/gulerødder og Engeland/lille mand.
I Danmark kan sangen anvendes som børnesang, hvor barnet kan ride-ranke eller klappe-kage og siges at stimulere "barnets fornemmelse for puls og rytme".
En sangleg er også kendt i sammensætning med Der brænder en ild.
Den skånske version er indspillet af den skånske folkemusikgruppe Filarfolket og forekommer på deres album Hönsafötter och Gulerötter fra 1983 og igen på albummet Vintervals fra 1989.
Bo Holten skrev i 2004 mini-symfonien Gaudy Pageant over melodien.
Safri Duo indspillede melodien til albummet Pa-Papegøje!, og Musica Ficta under ledelse af Bo Holten har også indspillet den.
Teksten forekommer i Herman Bangs i novellen En Fortælling om Lykken fra Liv og død fra 1899.
Sophus Claussen skrev en skæmtevise til Carl Nielsen der brugte dele af teksten.
Klaus Rifbjerg omtaler sangen ganske kort i sin roman Esbern hvor det om figuren Henriette Dahlman-Winther hedder at hun kunne få "ord på hjernen": "Hvis f.eks. 'Hønsefødder og gulerødder og halsen af en svane' havde sneget sig ind på hende, kunne hun med mellemrum hele dagen igennem høre disse hønsefødder og gulerødder banke på."